# Beemdlangbloem
Beemdlangbloem (Schedonorus pratensis, voorheen Festuca pratensis) is een vaste plant die behoort tot de grassenfamilie (Gramineae of Poaceae). De plant komt van nature voor in Europa en West- en Midden-Azië en is van daaruit verspreid naar Noord- en Zuid-Amerika en Australië. De plant komt voor in grasland op vochtige tot natte, voedselrijke grond. Beemdlangbloem lijkt veel op rietzwenkgras, maar bij rietzwenkgras zijn de oortjes gewimperd (behaard). ×Festulolium-planten zijn ontstaan uit al of niet natuurlijke kruisingen tussen Festuca-soorten en Lolium-soorten, zoals beemdlangbloem met Italiaans raaigras (Lolium multiflorum) en  beemdlangbloem met Engels raaigras (trosraaigras)

## Kenmerken
De plant vormt een losse pol en wordt 0,3–1 m hoog. Het jonge blad is opgerold. Het donkergroene en van onderen glanzende blad is 3–5 mm breed en 10–20 cm lang. De oortjes aan de voet van de bladschijf zijn kaal. Het tongetje is vrij kort, groenig, niet doorzichtig, vaak omgekruld en steekt niet boven de bladschede uit. De onderste bladscheden verweren tot bruine vezels.
De bladschijf is langs de randen ruw. De spitse, half stengelomvattende oortjes zijn onbehaard. Het tongetje is 1–2,5 mm lang.

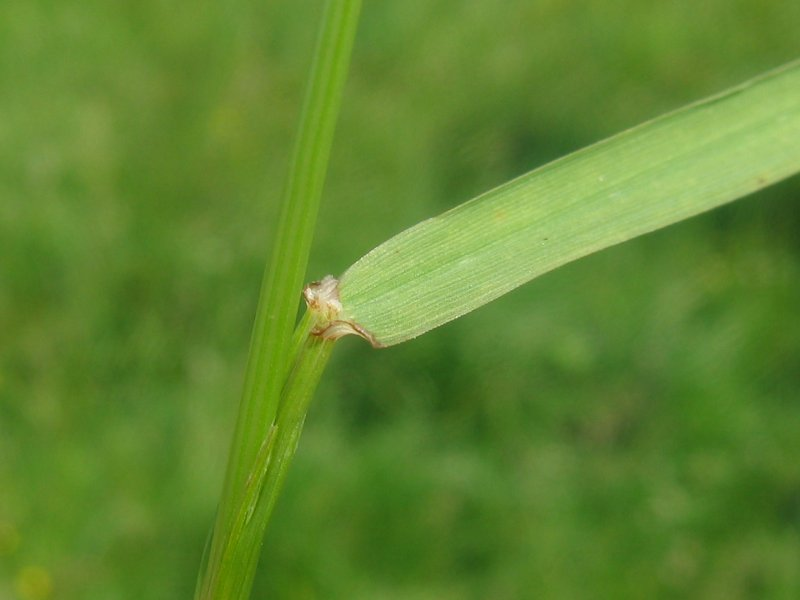
Oortjes en tongetje

Beemdlangbloem bloeit van juni tot september met rechtopstaande, vrij smalle, 10–20 cm lange pluimen, waarvan de aartjes min of meer naar één kant zijn gekeerd. Alleen tijdens de bloei is de pluim uitgestrekt. De onderste knoop van de bloeiwijze heeft meestal twee zijtakken, waarvan de kortste één tot drie aartjes draagt en de langste drie tot zes. Het aartje is 9–17 mm lang en bevat meestal zeven of acht, geelgroene of violet gevlekte bloempjes. Het onderste kelkkafje is ongeveer 3 mm lang en het bovenste 4,6 mm. Het onderste kroonkafje (lemma) is 6–7 mm lang en heeft al of niet een tot 1,5 mm lange kafnaald. Het bovenste kroonkafje heeft bijna dezelfde lengte als het onderste en een gefranjerde top. De vuilrode helmhokjes zijn ongeveer 4 mm lang.

## Plantengemeenschap
Beemdlangbloem is een kensoort voor de klasse van matig voedselrijke graslanden (Molinio-Arrhenatheretea), een klasse van plantengemeenschappen van matig droge tot natte, mesotrafente tot eutrafente graslandgemeenschappen.

## Gebruik
De beemdlangbloem wordt als voedergras gebruikt, maar kan meestal in een mengsel, vooral onder beweidingsomstandigheden, niet concurreren met Engels raaigras (Lolium perenne), waardoor het snel verdrongen kan worden. Onder alleen maaien kan de soort zich beter handhaven. De rassen worden naar hun doorschietdatum (de datum waarop het eerste aartje net zichtbaar is) ingedeeld in een weide- en hooitype. De weidetypen hebben een wat plattere groei dan de hooitypen.

## Ziekten
De beemdlangbloem kan aangetast worden door Pyrenophora dictyoides.

## In andere talen
- Duits: Wiesenschwingel
- Engels: Meadow fescue
- Frans: Fétuque des prés